# Brisinga costata
Brisinga costata är en sjöstjärneart som beskrevs av Addison Emery Verrill 1884. Brisinga costata ingår i släktet Brisinga och familjen Brisingidae. Inga underarter finns listade i Catalogue of Life.